# Enessey György
Enesei Enessey György (1753 körül – Enese, 1801. október 7.) földbirtokos, táblabíró, cigánykutató, nyelvész.
Enessey László és Mesterházy Julianna fia, Győr megye táblabírája volt.

## Művei
- A dicső magyar haza arany szabadságinak visszatérésére és anyai nyelvének épületére feljött magyarok csillaga. Buda, 1791.
- A czigány nemzetnek igazi eredete, nyelve, történetei; most legelőször hosszas feledékenységből világosságra hozattak és rendbe szedettek. Komárom. 1798.
- Antiquitates et memorabilia comitatus Jaurinensis Uo. 1799.
- A czigány nyelvről toldalék. Győr, 1800.
- Tzigányok végső veszedelme rövid históriája versekben

Ismertette Péczeli Józsefnek A magyar koronának rövid históriája (Komárom, 1790) c. munkáját a Mindenes Gyűjteményben (Komárom, 1790. III. 392. IV. 165. l.)
Kevéssel halála előtt Béla király névtelen jegyzőjéről történeti értekezést akart kiadni magyar nyelven, mely azonban kéziratban maradt.